# Цинляншань

Цинляншань

Цинляншань (кит. 清凉山 , пиньинь: Qīng Liáng Shān — букв. «Чистая и прохладная гора») — гора в Нанкине, 100 м высотой, в радиусе 4 км. На горе находится одноимённый парк.
Находится на западной окраине исторического (обнесенной стеной) города, над рекой Циньхуай.
При династии Восточного У периода Троецарствия здесь располагалась крепость, а гора имела название Шичэншань 石城山 («гора каменной крепости»).